# Monte Carlo Masters 2000
Il Monte Carlo Masters 2000  è stato un torneo di tennis giocato sulla terra rossa. È stata la 93ª edizione del Monte Carlo Masters, che faceva parte della categoria ATP Super 9 nell'ambito dell'ATP Tour 2000. Si è giocato al Monte Carlo Country Club di Roquebrune-Cap-Martin in Francia vicino a Monte Carlo, dal 17 al 24 aprile 2000.

## Campioni

### Singolare
Cédric Pioline ha battuto in finale  Dominik Hrbatý con il punteggio di 6–4, 7–6, 7–6.

### Doppio
Wayne Ferreira /  Evgenij Kafel'nikov hanno battuto in finale  Paul Haarhuis /  Sandon Stolle con il punteggio di 6–3, 2–6, 6–1.